# Horikawaella grosse-verrucosa
Horikawaella grosse-verrucosa là một loài Rêu trong họ Jungermanniaceae. Loài này được Amak. & S. Hatt. mô tả khoa học đầu tiên năm 1975.